# Valdemar Lund Jensen
Valdemar Lund Jensen (født 28. maj 2003) er en dansk fodboldspiller, der spiller for den danske superligaklub Vejle BK på en lejeaftale fra Molde FK. Han har tidligere spillet for F.C. København. Valdemar Lund Jensen har tillige spillet en række kampe på de danske ungdomslandshold. Valdemar Lund Jensen spiller som midterforsvarer.

## Klubkarriere

### F.C. København
Valdemar Lund Jensen begyndte sin fodboldkarriere i Amagerklubberne Sundby Boldklub og AB Tårnby inden han som ungdomsspiller skiftede til F.C. København. Han spillede flere kampe for FCK's ungdomshold og blev anfører for U19-holdet. I sommeren 2021 blev han rykket op i førsteholdstruppen. Lund Jensens kontrakt løb til den 31. december 2023, men blev siden forlænget.
Valdemar Lund Jensen fik debut for FCK i en superligakamp mod Vejle BK den 31. oktober 2021, hvor han blev indskiftet i det 81. minut for William Bøving. Han blev kort efter skadet og fik i december 2021 foretaget en operation i hoften, der holdt ham på skadeslisten i nogle måneder. Han blev skiftet ind i de to sidste kampe for førsteholdet i sæsonens sidste kampe i maj 2022. Han scorede sit første mål for klubben, da han den 12. august 2022 blev skiftet ind efter 25 minutter i et 1-3 nederlag til Randers FC.
Valdemar Lund opnåede en del kampe i sæsonen 2022-23, hvor FCK vandt The Double, men opnåede begrænset spilletid i efterårssæsonen 2023. Den 1. februar 2024 blev det offentliggjort, at han havde skrevet kontrakt med den norske klub Molde FK. 
Valdemar Lund nåede 45 kampe (2 mål) for F.C. København, heraf 27 superligakampe (2 mål). 

### Molde FK
Valdemar Lunds kontrakt i Molde løber fire år.
I august 2025 blev han udlejet til Vejle BK for resten af sæsonen med en købsklausul.

## Landsholdskarriere
Han fik debut på U/16-landsholdet den 25. september 2018 og har siden spillet kampe på de danske ungdomslandshold. Han debuterede på U/20-holdet den 5. juni 2021 kort efter sin 18 års fødselsdag. Han fik debut på U/21-holdet som 19-årig den 24. marts 2023. 